# Jadwiga Kukułczanka
Jadwiga Kukułczanka-Peyrou, ps. Koukou Chanska (ur. 6 stycznia 1933 w Dąbrowie Górniczej, zm. 17 maja 2020 w Paryżu) – polska tłumaczka, poetka i krytyczka literacka, zamieszkała we Francji.

## Życiorys
Była absolwentką filologii romańskiej na Uniwersytecie Warszawskim. W 1954 zadebiutowała jako sprawozdawca teatralny na łamach Teatru.
Przetłumaczyła z francuskiego sztuki: Romeo i Janeczka, Becket, czyli honor Boga, Eurydyka, Fanfaron, czyli zakochany konserwatysta, Drogi Antoni, Pępek, Molierówna, Skowronek, Pan Generał Jeana Anouilha, Malatesta, Miłość czy punktualność Henry’ego de Montherlanta, Dudek Georgesa Feydeau, Złodziejka z Londynu i Julietta ze snów Georgesa Neveaux, Śmieszna historia Armanda Salacrou. Z polskiego na francuski przetłumaczyła m.in. Ślub Witolda Gombrowicza (wspólnie z Georges’em Sédirem), Rozmowy z Witoldem Gombrowiczem Dominique de Roux (z François Marié), Wstęp do Teorii Czystej Formy w teatrze oraz Bliższe wyjaśnienia w kwestii Czystej Formy na scenie (z Jacques’em Lacarriere) oraz razem z François Marié Mątwa, czyli Hyrkaniczny światopogląd, Metafizyka dwugłowego cielęcia, Matka i Szewcy Stanisława Ignacego Witkiewicza, Przed sklepem jubilera Karola Wojtyły, a także sztuki Zofii Nałkowskiej, Tadeusza Rittnera, Gabrieli Zapolskiej.
Była autorką scenariusza do niezrealizowanego flimu pt. Osioł grający na lirze, który miał reżyserować Wojciech Jerzy Has. Była jednym z producentów filmów Zwolnieni z życia Waldemara Krzystka i Listopad Łukasza Karwowskiego. Napisała do nich część dialogów (w języku francuskim).
Była laureatką Nagrody Polskiego Oddziału Stowarzyszenia Kultury Europejskiej SEC za propagowanie kultury polskiej za granicą (1988). W 2002 została odznaczona Krzyżem Oficerskim Orderu Zasługi Rzeczypospolitej Polskiej.
Jest pochowana na paryskim cmentarzu Père-Lachaise.